# Герб Оленинского района
Герб муниципального образования «Оле́нинский район» Тверской области Российской Федерации.
Герб утверждён Решением № 27 Собрания депутатов Оленинского района Тверской области 26 мая 1999 года.
Герб внесён в Государственный геральдический регистр Российской Федерации под регистрационным номером 1200.

## Описание герба
« В зелёном поле золотой бегущий лось над золотой оконечностью, обременённой шестью чёрными лучами, косвенно ударяющими в середину края оконечности, по трое справа и слева; верхние края лучей чешуевидны».

## Обоснование символики
Фигуры герба указывают на природные и социально-экономические особенности района.
Золотой лось — символ богатства лесов и животного мира района.
Чёрные лучи — аллегорическое изображение пашни, что говорит о занятии населения района сельским хозяйством.
Автор герба: Быкова Лариса Михайловна